# Hexophthalma dolichocephala
Espèce
Synonymes
- Sicarius dolichocephalus Lawrence, 1928

Hexophthalma dolichocephala est une espèce d'araignées aranéomorphes de la famille des Sicariidae.

## Distribution
Cette espèce est endémique de Namibie.

## Description
La femelle holotype mesure 12 mm.
Les mâles mesurent de 11,6 à 28,7 mm.

## Publication originale
- Lawrence, 1928 : Contributions to a knowledge of the fauna of South-West Africa VII. Arachnida (Part 2). Annals of the South African Museum, vol. 25, p. 217-312 (texte intégral).